# Olympische Winterspiele 1994/Teilnehmer (Mexiko)
| Gelbes Symbol für Goldmedaillen mit stilisierten Olympischen Ringen | Graues Symbol für Silbermedaillen mit stilisierten Olympischen Ringen | Braundes Symbol für Bronzemedaillen mit stilisierten Olympischen Ringen |
| ------------------------------------------------------------------- | --------------------------------------------------------------------- | ----------------------------------------------------------------------- |
| —                                                                   | —                                                                     | —                                                                       |

Mexiko nahm an den Olympischen Winterspielen 1994 im norwegischen Lillehammer mit nur einem Athleten teil.
Einziger Sportler war Hubertus von Hohenlohe, der im Alpinen Skilauf an den Start ging.

## Teilnehmer nach Sportarten

### Ski Alpin
| Athleten               | Wettbewerbe | 1. Lauf | 1. Lauf | 2. Lauf | 2. Lauf | Gesamt      | Gesamt |
| Athleten               | Wettbewerbe | Zeit    | Rang    | Zeit    | Rang    | Zeit        | Rang   |
| ---------------------- | ----------- | ------- | ------- | ------- | ------- | ----------- | ------ |
| Männer                 |             |         |         |         |         |             |        |
| Hubertus von Hohenlohe | Abfahrt     | –       | –       | –       | –       | 1:53,37 min | 48     |